# 比约恩·赫克
比约恩·赫克（德語：Björn Höcke，1972年4月1日—），德国政治家、德國另類選擇黨圖林根邦黨部主任，赫克与安德烈亚斯·卡比兹（Andreas Kalbitz）是該党内极右派组织的领导人，并被德国联邦宪法保卫局宣布为右翼极端主义组织。

## 立場
2010年霍克曾被拍到参与新纳粹游行。2017年1月17日，霍克在德勒斯登演講中指出「我們德國人是世界上唯一在首都中心樹立恥辱紀念碑的民族。」並闡述現代德國的歷史教育是由腐敗與荒謬所構成，「藝術家、音樂家、哲學家，我國的偉人可能比全世界的其他國更多。」同時主張德國人若要走出困境就必須對納粹歷史發起「180度的認知翻轉」。事後霍克表示，自己並非納粹黨暴行的懷疑論者，但過度放大罪惡感只會建構出殘破、不健康的認同共感，而他所在意的是21世紀的德國人要如何透過歷史的詮釋來建構出堅強的新世代認同，並認為盟軍在德勒斯登的無差別大轟炸等使德國人作為「受害者」的另一面長期被掩蓋。此見解在政壇引起軒然大波，德國的猶太人社團指責「另擇黨終於露出了反猶的真面目」，而德国社会民主党質疑霍克的發言「意圖否認歷史」。